# Yūki Kakita
Yūki Kakita (jap. 垣田 裕暉, Kakita Yūki; * 14. Juli 1997 in Gunma) ist ein japanischer Fußballspieler.

## Karriere
Yūki Kakita erlernte das Fußballspielen in der Jugendmannschaft von den Kashima Antlers. Hier unterschrieb er 2016 auch seinen ersten Profivertrag. Der Club aus Kashima spielte in der höchsten Liga des Landes, der J1 League. Von 2017 bis 2019 wurde er an Zweitligisten Zweigen Kanazawa ausgeliehen. Mit dem Club spielte er 105-mal in der zweiten Liga, der J2 League. 2020 wurde er an den ebenfalls in der zweiten Liga spielenden Tokushima Vortis nach Tokushima ausgeliehen. Mit Vortis feierte er 2020 die Zweitligameisterschaft und den Aufstieg in die erste Liga. Nach nur einer Saison musste er mit Vortis als Tabellensiebzehnter wieder in die zweite Liga absteigen. Für Vortis bestritt er 78 Ligaspiele und schoss dabei 25 Tore. Die Saison 2022 wurde er an den Ligarivalen Sagan Tosu ausgeliehen. Für den Verein aus Tosu bestritt er 28 Erstligaspiele. Dabei traf er sechsmal das Tor. Nach der Ausleihe kehrte er im Januar 2023 zu den Antlers zurück. Nach insgesamt 36 Ligaspielen für die Antlers wechselte er im Juli 2024 zum ebenfalls in der ersten Liga spielenden Kashiwa Reysol.

## Erfolge
Kashima Antlers
- Japanischer Meister: 2016
- Japanischer Pokalsieger: 2016
- FIFA-Klub-Weltmeisterschaft: 2016 (2. Platz)

Tokushima Vortis
- Japanischer Zweitligameister: 2020  ▲